# Pinalitus solivagus
Pinalitus solivagus är en insektsart som först beskrevs av Van Duzee 1921.  Pinalitus solivagus ingår i släktet Pinalitus och familjen ängsskinnbaggar. Inga underarter finns listade i Catalogue of Life.